# Sistrurus miliarius
Espèce
Synonymes
- Crotalinus miliarius Linnaeus, 1766

Statut de conservation UICN

 LC  : Préoccupation mineure
Sistrurus miliarius est une espèce de serpents de la famille des Viperidae.

## Répartition
Cette espèce est endémique des États-Unis. Elle se rencontre dans l'est du Texas, dans l'est de l'Oklahoma, en Louisiane, en Arkansas, dans le sud du Missouri, au Mississippi, en Alabama, en Géorgie, en Floride, en Caroline du Sud, en Caroline du Nord et dans l'ouest du Tennessee.

## Description
Ce serpent venimeux atteint 40 à 60 cm, avec un maximum de 78,8 cm (Klauber, 1972). il se nourrit d'insectes, amphibiens, d'oiseaux, de reptiles et de mammifères de petite taille.

## Liste des sous-espèces
Selon The Reptile Database (21 février 2014) :
- Sistrurus miliarius barbouri Gloyd, 1935
- Sistrurus miliarius miliarius (Linnaeus, 1766)
- Sistrurus miliarius streckeri Gloyd, 1935

## Publications originales
- Gloyd, 1935 : The subspecies of Sistrurus miliarius. Occasional Papers of the Museum of Zoology, University of Michigan, vol. 322, p. 1-7 (texte intégral).
- Linnaeus, 1766 : Systema naturae per regna tria naturae, secundum classes, ordines, genera, species, cum characteribus, differentiis, synonymis, locis, Tomus I. Editio duodecima, reformata. Laurentii Salvii, Stockholm, Holmiae, p. 1-532 (texte intégral).